# Давша
Давша (рос. Давша) — колишнє селище Північно-Байкальського району, Бурятії Росії. Входило до складу Міського поселення селище Нижньоангарськ.
Населення — 13 осіб (2015 рік).
Селище засноване 1946 року.
В Давші працював Черникін Євген Михайлович — український та російський біолог, мисливствознавець, соболезнавець, фотограф-анімаліст, заслужений працівник охорони природи Бурятії.
14 грудня 2023 року Народний хурал Бурятії постановив виключити селище Давша з Реєстру адміністративно-територіальних одиниць і населених пунктів Республіки Бурятія.